# IDH3G
IDH3G (англ. Isocitrate dehydrogenase 3 (NAD(+)) gamma) – білок, який кодується однойменним геном, розташованим у людей на X-хромосомі. Довжина поліпептидного ланцюга білка становить 393 амінокислот, а молекулярна маса — 42 794.
| 10         |  | 20         |  | 30         |  | 40         |  | 50         |
| ---------- |  | ---------- |  | ---------- |  | ---------- |  | ---------- |
| MALKVATVAG |  | SAAKAVLGPA |  | LLCRPWEVLG |  | AHEVPSRNIF |  | SEQTIPPSAK |
| YGGRHTVTMI |  | PGDGIGPELM |  | LHVKSVFRHA |  | CVPVDFEEVH |  | VSSNADEEDI |
| RNAIMAIRRN |  | RVALKGNIET |  | NHNLPPSHKS |  | RNNILRTSLD |  | LYANVIHCKS |
| LPGVVTRHKD |  | IDILIVRENT |  | EGEYSSLEHE |  | SVAGVVESLK |  | IITKAKSLRI |
| AEYAFKLAQE |  | SGRKKVTAVH |  | KANIMKLGDG |  | LFLQCCREVA |  | ARYPQITFEN |
| MIVDNTTMQL |  | VSRPQQFDVM |  | VMPNLYGNIV |  | NNVCAGLVGG |  | PGLVAGANYG |
| HVYAVFETAT |  | RNTGKSIANK |  | NIANPTATLL |  | ASCMMLDHLK |  | LHSYATSIRK |
| AVLASMDNEN |  | MHTPDIGGQG |  | TTSEAIQDVI |  | RHIRVINGRA |  | VEA        |

A: Аланін

C: Цистеїн

D: Аспарагінова кислота

E: Глутамінова кислота

F: Фенілаланін

G: Гліцин

H: Гістидин

I: Ізолейцин

K: Лізин

L: Лейцин

M: Метіонін

N: Аспарагін

P: Пролін

Q: Глутамін

R: Аргінін

S: Серин

T: Треонін

V: Валін

W: Триптофан

Задіяний у таких біологічних процесах, як цикл трикарбонових кислот, альтернативний сплайсинг. 
Білок має сайт для зв'язування з АТФ, нуклеотидами, іонами металів, іоном магнію, іоном марганцю. 
Локалізований у мітохондрії.